# NGC 7543
NGC 7543 é uma galáxia espiral (Sbc) localizada na direcção da constelação de Pegasus. Possui uma declinação de +28° 19' 40" e uma ascensão recta de 23 horas, 14 minutos e 34,5 segundos.
A galáxia NGC 7543 foi descoberta em 19 de Setembro de 1878 por Édouard Jean-Marie Stephan.